# Vindulskärs djupet
Vindulskärs djupet är en fjärd i Finland. Den ligger i Nagu i landskapet Egentliga Finland, i den sydvästra delen av landet, 180 km väster om huvudstaden Helsingfors.
Vindulskärs djupet avgränsas av Fårö i väster, Södra Furuholmen i norr, Vindulskär i öster samt Sandholm och Holmen i söder. Den ansluter till Österfjärden i norr, Norrfjärden i öster och Bodö fjärden i sydväst.